# Václav Jan Křtitel Tomášek
Václav Jan Křtitel Tomášek (Skuteč, 17 aprile 1774 – Praga, 3 aprile 1850) è stato un compositore, insegnante e pedagogo ceco, che si è distinto per essere stato uno dei fondatori della musica romantica ceca e un precursore di Smetana.

## Biografia

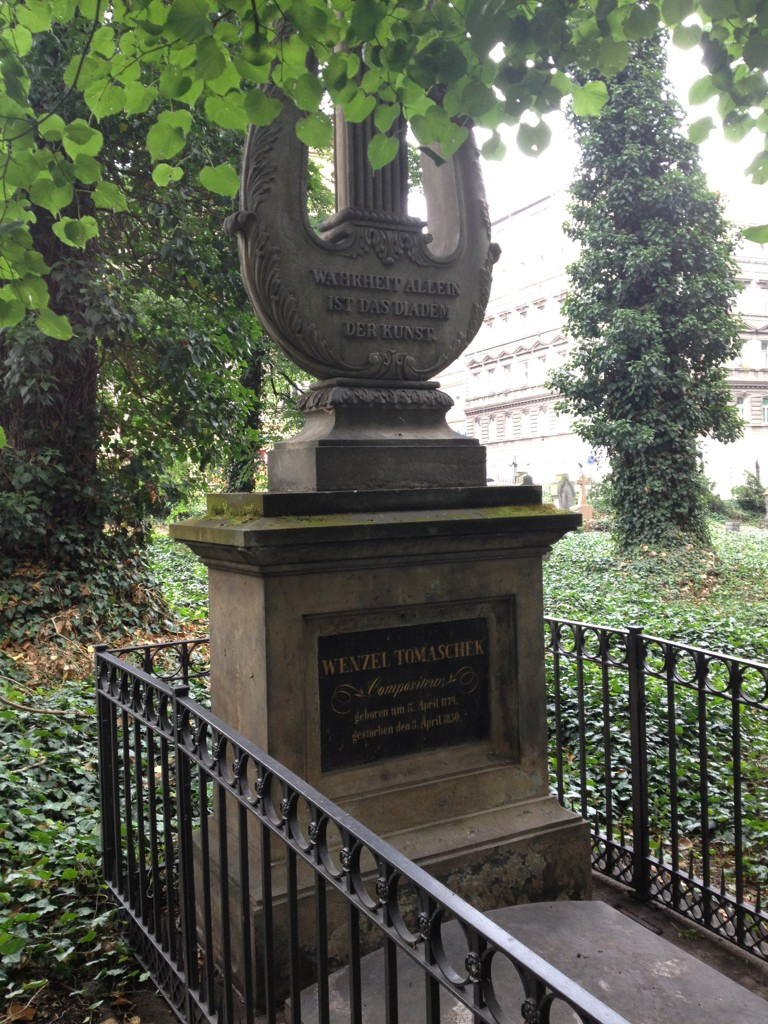
La tomba di Tomášek nel quartiere di Smichov

Nacque in una famiglia di tessitori e ricevette le prime lezioni di violino e di canto all'età di quattro anni.
All'età di tredici anni (1786), si iscrisse al liceo e cantò come alto nella scuola del convento dei frati di Iglau. Negli stessi anni studiò l'organo sotto la guida di Donat Schuberth e compose le sue prime danze ungheresi (1791), minuetti e valzer (1794). Oltre a Mozart, fu un grande ammiratore di Gluck, di Haydn e del giovane Beethoven.
Dopo aver studiato legge, proseguì il suo perfezionamento musicale imparando a suonare il pianoforte come autodidatta, e riuscendo a diventare uno dei più importanti insegnanti praghesi del secolo in due aree, composizione e pianoforte , quando nel 1824 fondò la sua scuola di musica. Tra i suoi allievi menzioniamo Václav Voříšek, Eduard Hanslick, Alexander Dreyschock, Johann Friedrich Kittl, direttore del Conservatorio di Praga tra il 1843 e il 1865, Julius Schulhoff e Dessauer.
Dopo il primo successo della ballata Lenore nel 1806, un aristocratico amante della musica, il conte Buquoy, scienziato ed economista, gli offrì di insegnare musica alla sua famiglia e questi furono i suoi anni più produttivi e fertili come compositore. Fino al 1824 svolse questa attività didattica privata.
Oltre alla attività di insegnante, effettuò anche quella di concertista e di compositore.
Nei primi anni del XIX secolo viaggiò a Eger, Dresda, Graz, Marienbad e Vienna, dove conobbe Haydn (1808), Beethoven (1814) e Goethe.
A cinquant'anni, sposò Wilhelmina Ebertová, incontrata a Marienbad. Buona pianista e cantante, è la sorella del poeta e scrittore di lingua tedesca Karl Egon Ebert di Praga. Il matrimonio si rivelò un fallimento dopo due anni.
Le sue opere della fase giovanile furono influenzate soprattutto dallo stile classico, mentre quelle dell'età matura risentirono del nascente movimento romantico.
Tomášek ci ha lasciato centoquattordici opere. Se i pezzi per pianoforte (comprese 6 sonate), quartetti per piano e archi, cantate, lieder, Requiem, Messa d'incoronazione, sono apprezzati dai suoi contemporanei fino ai nostri giorni, tuttavia il suo lavoro di maggiore statura (due concerti per pianoforte inclusi, sinfonie, ouvertures) attendono ancora la loro riscoperta e riabilitazione. Ha composto anche musica da camera, musica sacra e due opere in tedesco (quest'ultima incompiuta).

## Opere principali

### Musiche per pianoforte
- Sei sonate
- Egloga (7 parti, 1807–1823)
- Rapsodia (3 parti, 1810–ca. 1840)
- Ditirambo (1818)

### Musica da camera
- Gran trio per violino, viola e piano (1800)
- Contrappunto quartetto d'archi (1805)

### Musica per orchestra
- Sinfonia in Do maggiore (1801)
- Sinfonia in Mi bemolle maggiore (1805)
- Sinfonia in Re maggiore (1807)
- Due concerti per piano

### Canzoni
- Lenora (ballada, 1805)
- Seis canciones (1813)
- Canzoni tratte dai poemi di Goethe (1815)

### Opere
- Seraphine (1811)
- Álvaro